# Thymus teucrioides
Thymus teucrioides ist eine Pflanzenart aus der Gattung der Thymiane (Thymus) in der Familie der Lippenblütler.

## Beschreibung
Thymus teucrioides ist stark verzweigter Zwergstrauch. Die Laubblätter stehen in Büscheln in den Achseln der aufrechten, filzig behaarten Stängel. Die Laubblätter sind etwa 10 mm lang und 4 mm breit. Sie sind eiförmig bis rhombisch, deutlich gestielt, der Rand ist nahezu gesägt und zurückgebogen. 
Die Blüten bilden oft keinen ausgeprägten Blütenstand. Die Scheinwirtel bestehen aus zwei bis sechs Blüten. Die Tragblätter ähneln den Laubblättern. Der Kelch ist 4 bis 6 mm lang, die Kelchröhre ist glockenförmig, die oberen Kelchzähne sind länger als breit. Die Krone ist 9 bis 12 mm lang und purpurn gefärbt, die Kronröhre ist nahezu trichterförmig.
Die Chromosomenzahl beträgt 2n = 28 oder 30.

## Vorkommen
Die Art ist in den Bergen Albaniens und Griechenlands verbreitet.

## Systematik
Man kann drei Unterarten unterscheiden:
- Thymus teucrioides subsp. alpinus Hartvig: Sie kommt in Griechenland vor.[2]
- Thymus teucrioides subsp. candilicus (Beauverd) Hartvig: Sie kommt in Griechenland vor.[2]
- Thymus teucrioides subsp. teucrioides: Sie kommt in Albanien und in Griechenland vor.[2]